# Європейська агенція довкілля

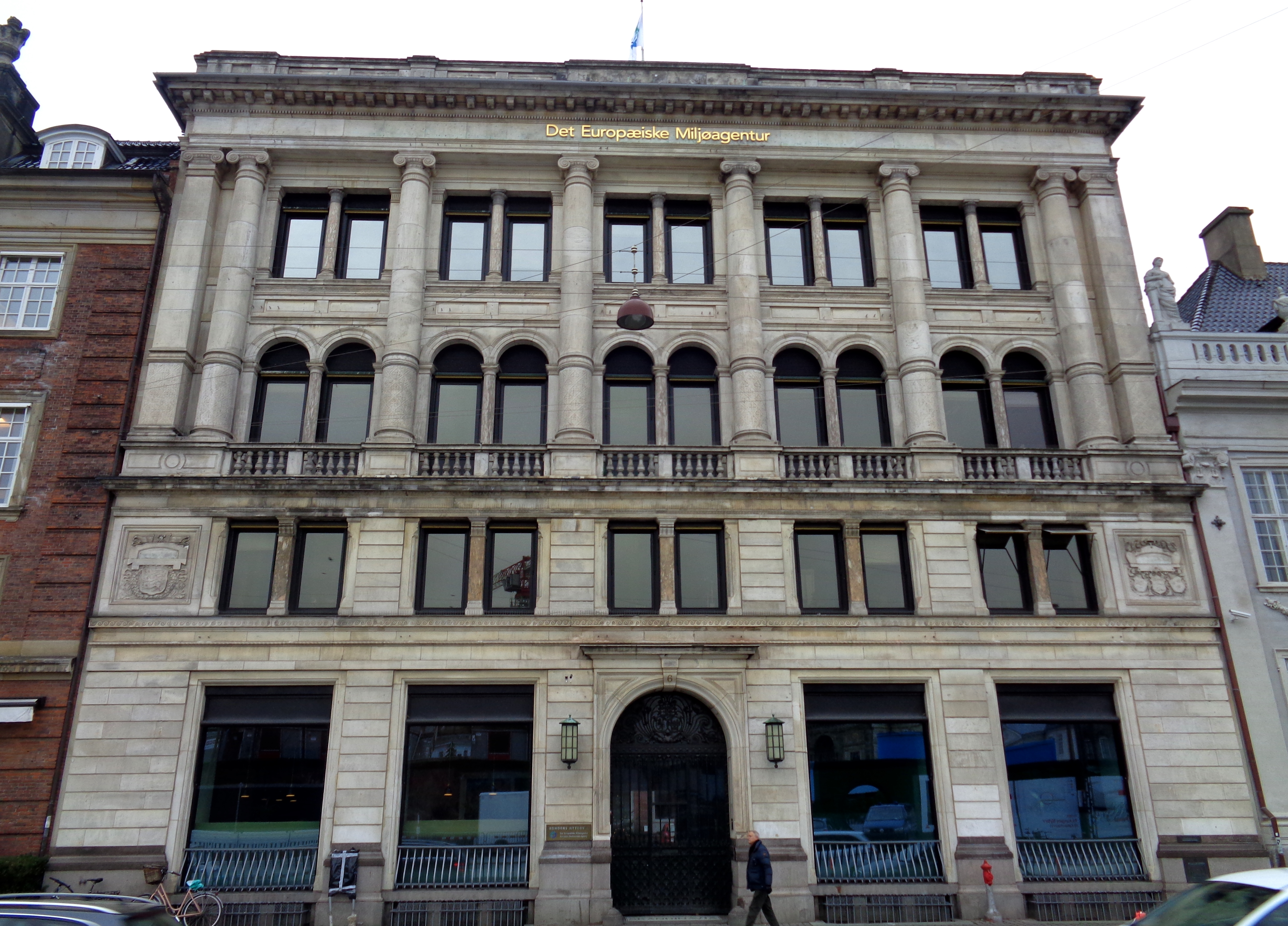
Будівля Європейської агенції довкілля в Копенгагені взимку

European Environment Agency (ЕЕА; Європейська агенція довкілля) — агенція ЄС для забезпечення незалежною інформацією про стан довкілля. Також зустрічаються назви — Європейське екологічне агентство (ЄАД), Європейське агентство з охорони довкілля. Розташоване в Копенгагені (Данія). 
Матеріали ЄАД — це основна інформаційна база для тих, хто залучений в розвиток, прийняття, проведення і оцінювання екологічної політики, а також для громадськості.
Основні напрями роботи ЄАД:
- запобігання зміні клімату;
- запобігання втратам біологічного різноманіття і розуміння його просторової зміни;
- захист людського здоров'я і якості життя;
- використання і управління природними ресурсами і відходами.

ЄАД налічує 32 країни-члени (27 країн ЄС разом з Ісландією, Ліхтенштейном, Норвегією, Швейцарією та Туреччиною) і шість країн, що співпрацюють з ЄЕА (Албанія, Боснія та Герцеговина, колишня республіка Югославії Македонія, Сербія та Чорногорія).
Європейська екологічна інформаційна та наглядова мережа (Eionet) — це мережа співпраці ЄАД та країн-партнерів. ЄАД відповідальна за розвиток мережі і координування її дій. Для цього ЄАД тісно співпрацює з національними фокусними групами (focal points), зазвичай, це національні екологічні агентства або міністерства охорони природи. Вони відповідальні за координування національних мереж, що включають багато установ (всього близько 300).

## Співробітництво з Україною
Українська сторона наразі проводить аналіз напрямків діяльності Агенції, які відповідають пріоритетам України.
Налагодження співробітництва з ЄАД є одним з інструментом, що сприятиме подальшій інтеграції України до ЄС у сфері охорони навколишнього природного середовища. Насамперед участь України в роботі Агентства надасть змогу краще зрозуміти політику ЄС у сфері охорони навколишнього природного середовища. Крім того, доступ України до Європейської мережі інформації та спостереження за довкіллям надасть змогу своєчасно реагувати на оцінку екологічної ситуації як в Україні так і в країнах-партнерах ЄАД.
Єврокомісія підтверджує розширення співробітництва у сфері охорони навколишнього природного середовища, про що було проголошено ЄС у лютому 2005 р., пропонуючи Україні нові засади участі, зокрема в Європейській агенції довкілля.